# Friedhof Lilienthalstraße (Berlin)

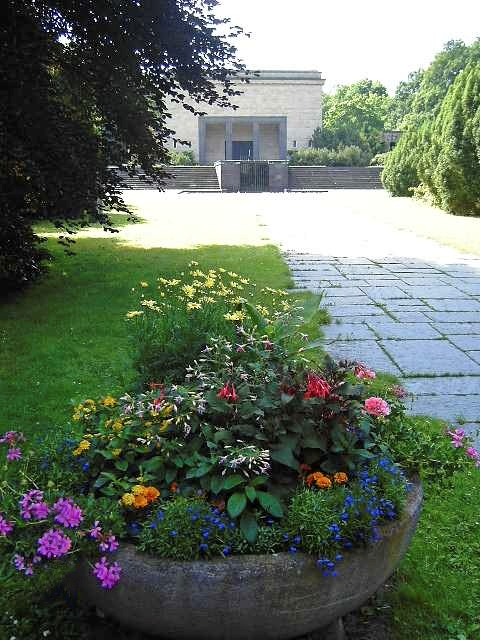
Feierhalle

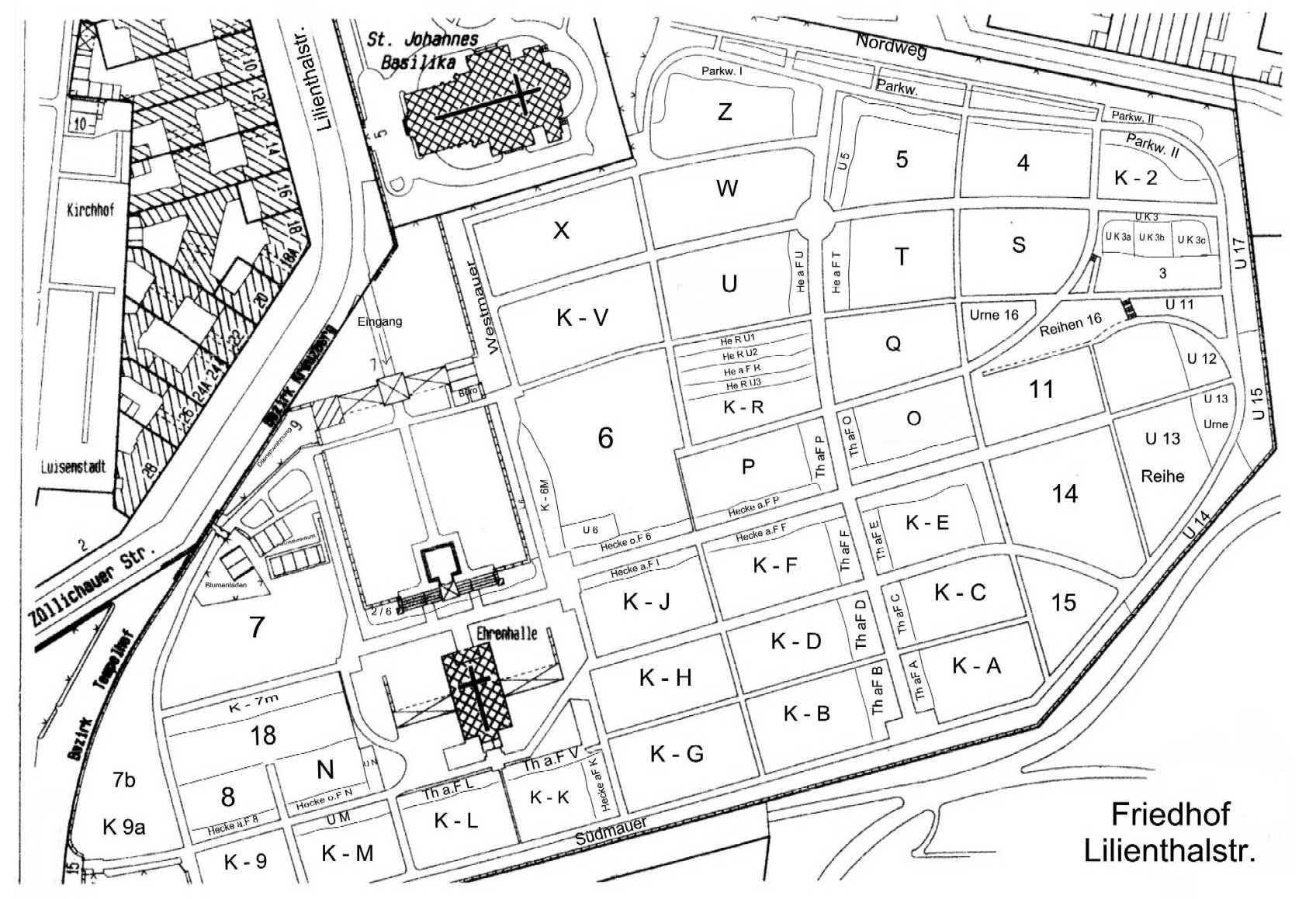
Lageplan

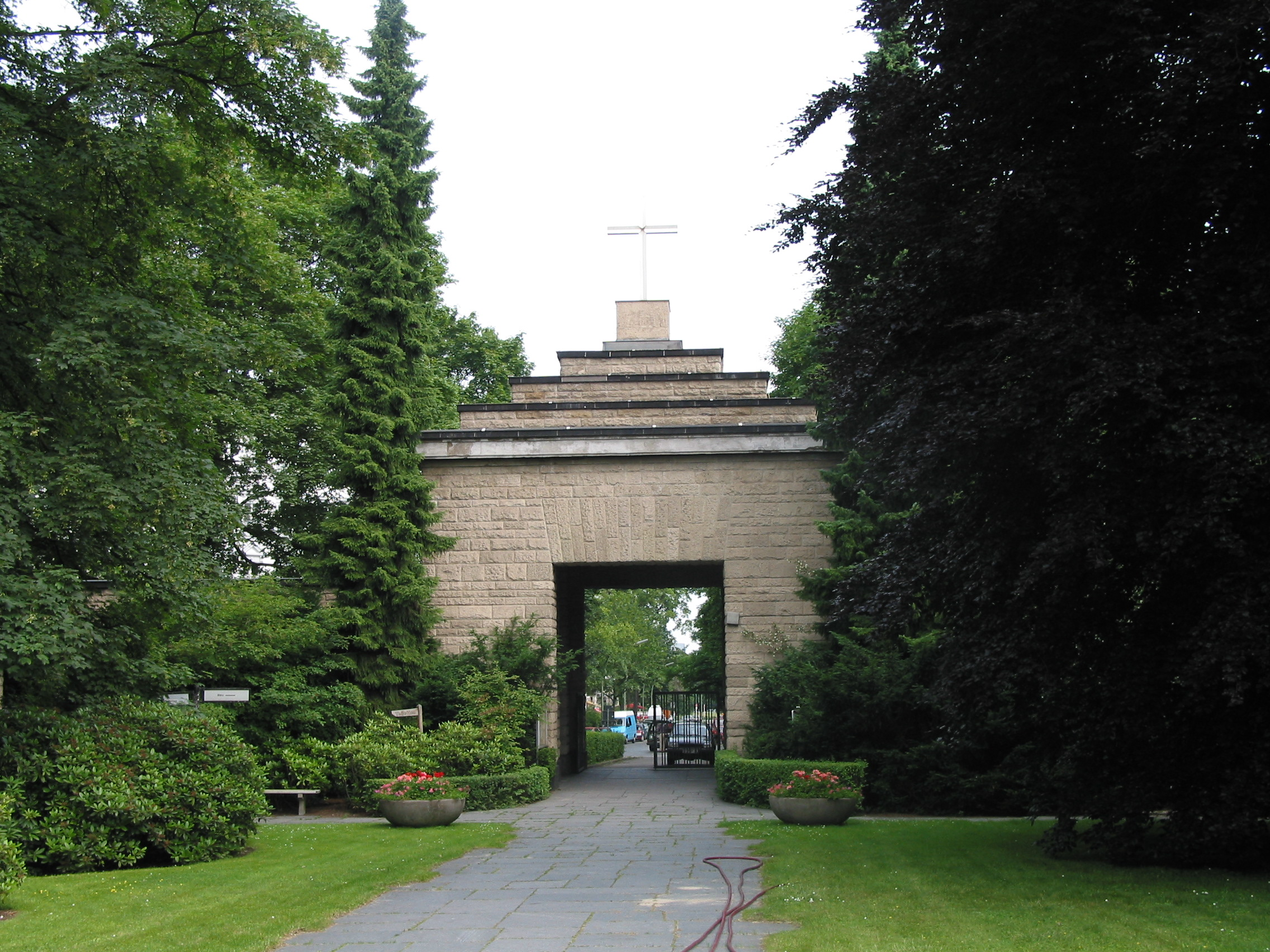
Eingang Nr. 7

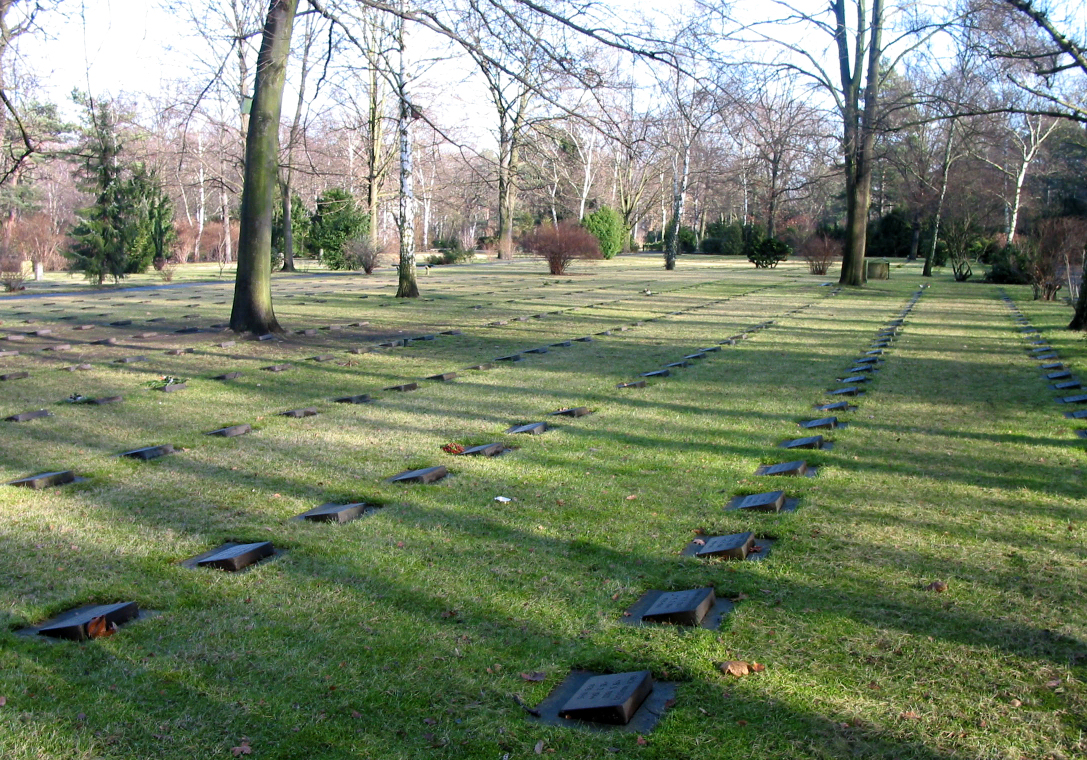
Soldatengräber

Der Neue Standortfriedhof Lilienthalstraße in Berlin-Neukölln wurde von 1938 bis 1941 für gefallene Soldaten der Wehrmacht errichtet. Heute ruhen dort 4935 Opfer des Zweiten Weltkrieges in Einzelgräbern (Soldaten, Zivilisten, Bombenopfer). Weiter ruhen ungezählte Kriegstote in Sammelgräbern auf einer Fläche von 1432 Quadratmetern. Auf den nordöstlichen Abteilungen gibt es heutzutage reguläre Beisetzungen.

## Geschichte und Bedeutung
Der Friedhof entstand auf einem Teil der alten Schießstände in der Hasenheide. Für die Planung und Durchführung war das Heeresbauamt verantwortlich. Der Entwurf der Friedhofsbauten stammt von Wilhelm Büning. Franz Dohrmann, der Evangelische Feldbischof der Wehrmacht, weihte den Friedhof am 10. Mai 1940 ein.

„Durch ein wuchtiges, dennoch feingliedriges Tor soll der Trauerzug den Bereich der Welt und des Lebens verlassen, über wenige Stufen aufwärts steigen zu der aus Quadern errichteten, monumental aufgefassten Feierhalle, dem Tempel des Vaterlandes; dessen Inneres wird von oben belichtet, ist damit von dem umgebenden Alltag abgeschlossen, empfängt sein Licht aus höheren Regionen, öffnet sich gleichsam zum Geistesreich. Die Gesamtanlage ist streng symmetrisch geordnet. Das Blockhafte der Außenarchitektur wie auch das unübertreffbar Einfache (aber nicht Nüchterne) des Innenraumes stimmen sowohl zu den baukünstlerischen Ansichten der Frühromantik als sie auch an die vorangegangene Phase in Bünings Schaffen anknüpfen, wenn auch unter erheblich geänderten Bedingungen. Ein sogenannter Nazibau, der eigentlich keiner ist, oder, wenn man will, der einzige künstlerisch nicht misslungene.“

Überführung, Beisetzung und Grabpflege wurden von der Wehrmacht übernommen. Ab April 1941 waren die Bestattungen kostenpflichtig. Immer mehr Zivilisten kamen bei den Luftangriffen der Alliierten auf Berlin um und wurden auf dem Friedhof Lilienthalstraße bestattet. Anders als ursprünglich geplant war er damit nicht mehr der zentrale Berliner Kriegerehrenhof.
Der Volksbund Deutsche Kriegsgräberfürsorge und der Senat von West-Berlin einigten sich im Oktober 1950 auf den Standortfriedhof Lilienthalstraße als zentrale Kriegsgräberstätte Berlins. Am Vorabend des Volkstrauertages veranstaltet der Volksbund dort eine Gedenkfeier. Seit Mitte der 1990er Jahre protokollarisch von der Bundeswehr umrahmt, hat sie heute durch Militärattachés und andere Vertreter ausländischer Botschaften internationalen Charakter.
Seit 2011 nutzt außerdem der Verein Nike den Friedhof für Veranstaltungen und Ausstellungen zur Festigung der deutsch-polnischen Beziehungen.

Neues Grabfeld für islamische Bestattungen im Juni 2021. Gräber sind nach Mekka ausgerichtet.

Seit 2018 finden auf dem Friedhof Bestattungen nach islamischem Ritus statt.

## Ausstattung
1966 wurde in die Freitreppe der Feierhalle ein Kubus eingebaut, der als Krypta der Feierhalle verstanden werden kann. In diesem befand sich zunächst der „Eichenkranz“ von Ludwig Gies aus der Neuen Wache. Nachdem dieser 2004 in das Deutsche Historische Museum verbracht wurde, beherbergt der Raum nun die Skulptur Sorgende Frau von Fritz Cremer.